# 594 v. Chr.
Portal Geschichte | Portal Biografien | Aktuelle Ereignisse | Jahreskalender | Tagesartikel

◄ |
7. Jahrhundert v. Chr. |
6. Jahrhundert v. Chr. |
5. Jahrhundert v. Chr. |
►

◄ | 610er v. Chr. | 600er v. Chr. | 590er v. Chr. | 580er v. Chr. |
570er v. Chr. |
►

◄◄ | ◄ | 597 v. Chr. | 596 v. Chr. | 595 v. Chr. | 594 v. Chr. |
593 v. Chr. |
592 v. Chr. |
591 v. Chr. |
► |
►►

## Ereignisse

### Politik und Weltgeschehen
- Solon führt als Archon in Athen eine Verfassungsreform durch, bei der die Bevölkerung in vier Zensusklassen eingeteilt wird, Pentakosiomedimnoi, Hippeis, Zeugiten und Theten.

### Wirtschaft

China in der Spätphase der Frühlings- und Herbstannalen

- Im chinesischen Staat Lu werden zur Zeit der Frühlings- und Herbstannalen erstmals privat bewirtschaftete Felder besteuert.